# Stazione di San Tomaso
La stazione di San Tomaso è una fermata ferroviaria posta sulla ferrovia Reggio Emilia-Guastalla. Serve la località di San Tomaso della Fossa, frazione del comune di Bagnolo in Piano.
È gestota da Ferrovie Emilia-Romagna (FER).

## Strutture e impianti
La fermata conta un unico binario, servito da un marciapiede lungo 98 metri e alto 25 centimetri sul piano del ferro.

## Movimento
La stazione è servita da treni regionali svolti da Trenitalia Tper nell'ambito del contratto di servizio stipulato con la Regione Emilia-Romagna.
A novembre 2019, la stazione risultava frequentata da un traffico giornaliero medio di circa 69 persone (38 saliti + 31 discesi).